# Proteina legante auxina
In biologia molecolare, la famiglia delle proteine leganti auxina è una famiglia di proteine che legano l'auxina. Si trovano nel lume del reticolo endoplasmatico (ER). La struttura primaria di queste proteine contiene una sequenza leader idrofobica N-terminale di 30-40 amminoacidi, che potrebbe rappresentare un segnale per la traslocazione della proteina in ER. La proteina matura comprende circa 165 residui e contiene un numero di potenziali siti di N-glicosilazione. Studi di trasporto in vitro hanno dimostrato la glicosilazione co-traslazionale. La ritenzione all'interno del lume dell'ER è correlata a un segnale aggiuntivo situato nel terminale C, rappresentato dalla sequenza Lys-Asp-Glu-Leu, nota per essere responsabile della prevenzione della secrezione di proteine dal lume dell'ER nelle cellule eucariotiche.